# Miitopia
Miitopia es un juego de rol desarrollado y publicado por Nintendo para Nintendo 3DS. El juego fue lanzado en Japón el 8 de diciembre de 2016 y el resto del mundo el 28 de julio de 2017.
En el Nintendo Direct del 17 de febrero de 2021 se anunció una remasterización de Miitopia para Nintendo Switch lanzada el 21 de mayo de 2021.

## Novedades
Miitopia se juega como un juego de rol con elementos de simulación de vida, comenzando con clases de personajes estándar como guerreros y magos, pero se desbloquean más clases como gatos y flores a medida que avanza el juego. Los personajes jugables se crean mediante el uso de avatares Mii, que tienen ciertos rasgos de personalidad que influyen en su papel en el combate. De forma similar a la vida de Tomodachi, los Miis y sus relaciones fuera de combate afectan el juego, como que los Miis no se llevan bien entre ellos dificultando el combate.
El juego también es compatible con la línea de figuras Amiibo de Nintendo, que permite a los jugadores usar cosméticos únicos en sus Miis. Miitopia admite la capacidad de importar cualquier Miis y su configuración de rasgo de Tomodachi Life, así como de la lista de amigos de un jugador.

## Recepción
Miitopia recibió críticas mixtas de acuerdo con Metacritic.
En febrero de 2017, había vendido más de 168 mil copias en Japón. Famitsu le otorgó una puntuación total de 31/40.